# Roland Leipold
Roland Leipold (* 25. Mai 1930 in Edle Krone; † 8. Mai 2000 in Berlin-Hohenschönhausen) war ein deutscher Oberst im Ministerium für Staatssicherheit der DDR und Leiter der Staatlichen Archivverwaltung des Ministeriums des Inneren der Deutschen Demokratischen Republik.

## Leben
Leipold war das einzige Kind des optischen Schleifers und KPD-Mitglieds Hermann Leipold und dessen Ehefrau Erna geborene Oberländer. Sein Vater vertrat die KPD im Gemeinderat von Höckendorf und wurde im März 1933 verhaftet. Ihm gelang die Flucht und nach Zwischenaufenthalt in Dresden ging er in die Tschechoslowakei. Erst nach Kriegsende 1945 kehrte er nach Höckendorf zurück, so dass Roland Leipold zwölf Jahre ohne Vater bei der Mutter aufwuchs. 
Am Ende des achtklassigen Schulbesuchs in den Jahren von 1936 bis 1944 trat Roland Leipold der Hitlerjugend bei. Anschließend besuchte er zwei Jahre die Handelsvollklasse der Wirtschaftsoberschule in Freital. 1946 trat er der KPD bei und wurde durch die Zwangsvereinigung Mitglied der SED. Im gleichen Jahr zog er mit seinen Eltern nach Dippoldiswalde im Osterzgebirge, wo Roland Leipold die Handels- und Gewerbeschule sowie einen Lehrgang an der SED-Parteischule besuchte. 1948 folgte er seinem Vater, der zur Deutschen Verwaltung des Inneren nach Berlin ging.
1949 wurde er Angehöriger der bewaffneten Organe der DDR und 1951 Mitarbeiter des Ministeriums für Staatssicherheit der DDR, in dem er zum Oberst aufstieg und dort zuletzt die Abteilung XII (Archiv und Auskünfte) leitete. Am 1. Januar 1983 wurde er als Nachfolger von Gerhard Exner zum Leiter der Staatlichen Archivverwaltung der DDR berufen. Ende Dezember 1989 legte er dieses Amt aus gesundheitlichen Gründen nieder. Sein Nachfolger wurde der Jurist Günter Herzog.
Er trug den Titel eines Oberarchivrates.

## Auszeichnungen
- 1966 Verdienstmedaille der DDR
- 1986 Vaterländischer Verdienstorden in Silber